# Église Saint-Jean de Vidailhac de Cocumont
L'église Saint-Jean de Vidailhac, ou l'Église-Vieille, est une église catholique située à Cocumont, en France.

## Localisation
L'église est située dans le département français de Lot-et-Garonne, sur la commune de Cocumont.

## Historique
L'église date de la fin du XIe siècle ou du début du XIIe siècle. Une chapelle est ensuite ajoutée au XVe siècle.
Elle est inscrite au titre des monuments historiques en 1927,.

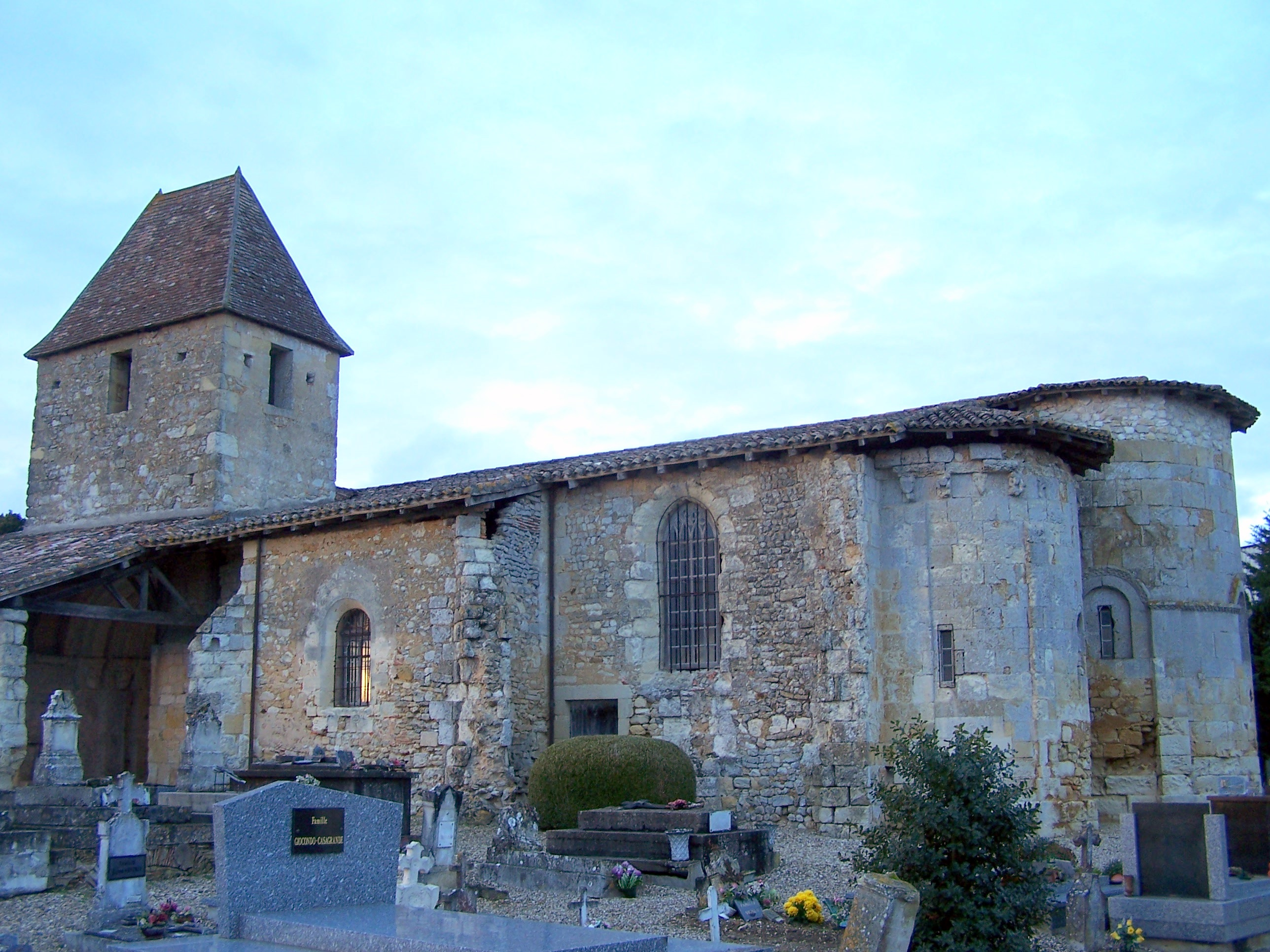
Vue sud-ouest de l'église et son chevet (déc. 2009)